# Dennis Farina

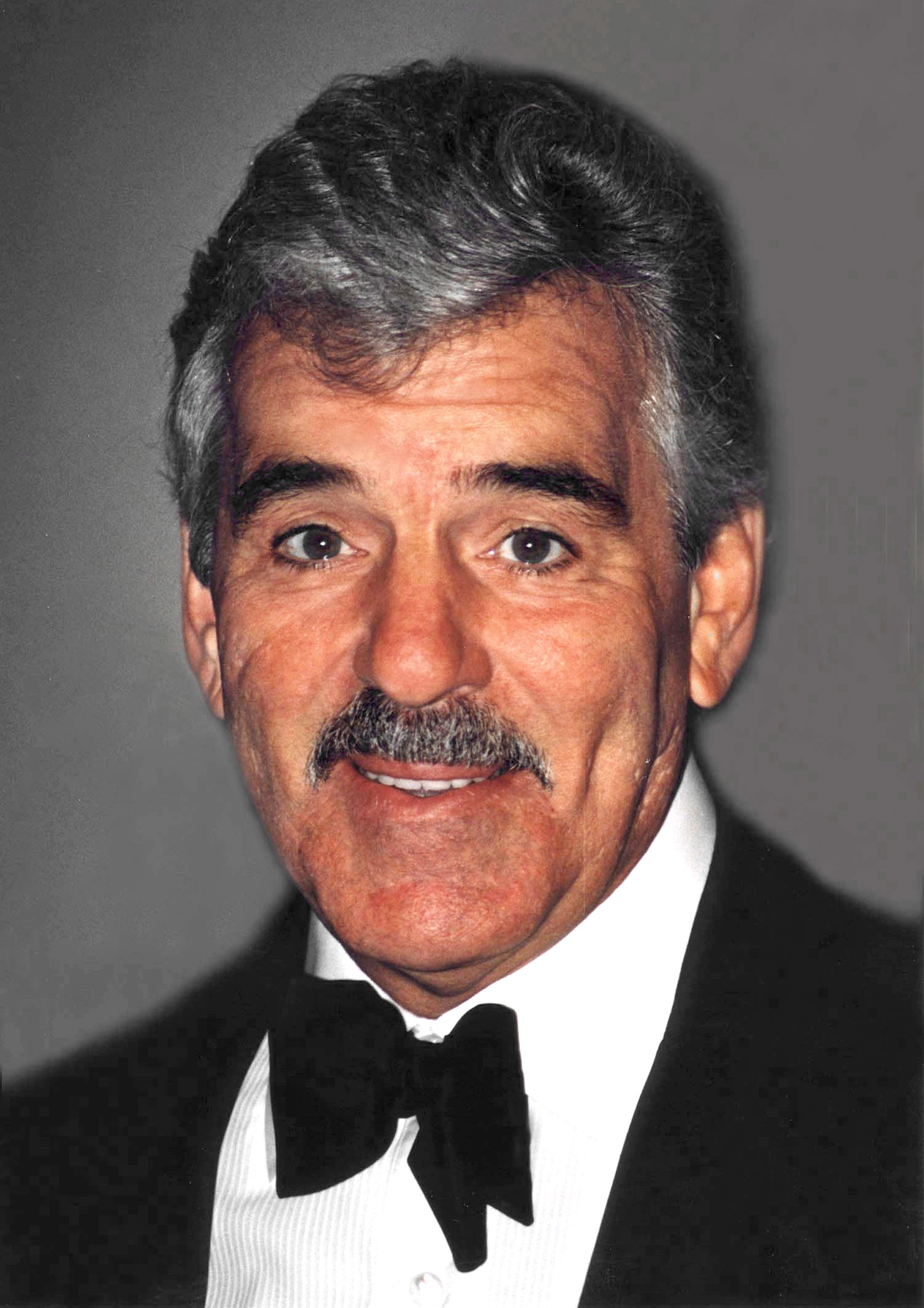
Dennis Farina (2001)

Dennis Farina (* 29. Februar 1944 in Chicago, Illinois; † 22. Juli 2013 in Scottsdale, Arizona) war ein US-amerikanischer Schauspieler.

## Leben

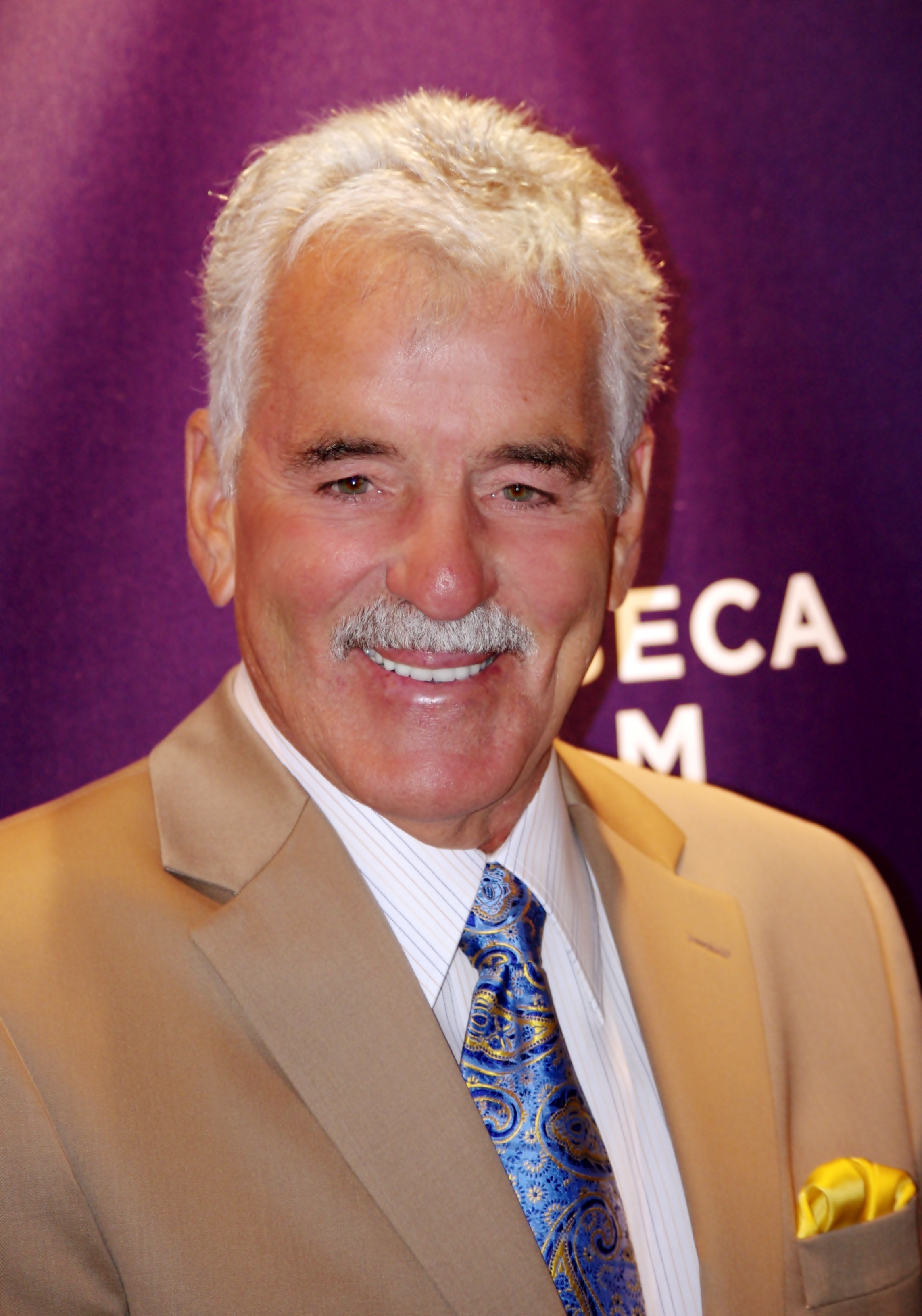
Dennis Farina (2011)

Farina entstammte einer kinderreichen Familie italienischer Einwanderer, sein Vater war Arzt. Er hatte drei Brüder und drei Schwestern.
Er arbeitete in den Jahren von 1967 bis 1985 als Polizist in Chicago. Sein Vorgesetzter war Chuck Adamson, der später in die Fernsehbranche wechselte und vor allem durch seine langjährige Zusammenarbeit mit Michael Mann bekannt wurde. 1981 engagierte Mann Farina und Adamson als Berater für seinen Film Der Einzelgänger. Beide erhielten kleinere Nebenrollen im Film.
Danach war Farina unter anderem in der Kultserie Miami Vice zu sehen. Auf Empfehlung von Michael Mann erhielt Farina 1986 seine erste Hauptrolle in der Fernsehserie Crime Story, die auf einer Idee seines ehemaligen Kollegen Adamson basierte.
Dennis Farina spielte in dem Film Blutmond (1986), nach dem Roman Roter Drache von Thomas Harris, den FBI-Experten Jack Crawford, dieselbe Rolle, die in der Neuverfilmung Roter Drache (2002) Harvey Keitel spielte. In Die Abservierer (1993) war er neben Richard Dreyfuss und Emilio Estevez, im Thriller Tödliche Nähe (1993) neben Bruce Willis und Sarah Jessica Parker sowie in der Komödie Out of Sight (1998) neben Jennifer Lopez zu sehen. Die Nebenrolle in der Krimikomödie Schnappt Shorty (1995) an der Seite von John Travolta brachte ihm im Jahr 1996 einen American Comedy Award (Funniest Supporting Actor in a Motion Picture) ein. Insgesamt war er in mehr als 70 Film- und Fernsehproduktionen zu sehen.
In den Jahren 2004 bis 2006 gehörte er dem Hauptcast von Law & Order in der Rolle des Det. Joe Fontana an. Er ersetzte in diesem Franchise den im Jahr 2004 verstorbenen Jerry Orbach. Außerdem war Farina Produzent der preisgekrönten Fernsehserie Buddy Faro aus dem Jahr 1998, in der er selbst eine der Rollen übernahm.
Von 1970 bis 1980 war er mit Patricia Farina verheiratet und wurde Vater dreier Söhne. Joseph Farina wurde ebenfalls Schauspieler. Dennis Farina hatte sechs Enkelkinder. Später lebte er mit seiner langjährigen Freundin Marianne Cahill in Arizona zusammen.
Farina wurde am 11. Mai 2008 am Los Angeles International Airport festgenommen. Er wollte mit einer nichtregistrierten Waffe ein Flugzeug besteigen. Farina gab an, die Waffe in seinem Aktenkoffer schlicht „vergessen“ zu haben. Die Kaution für seine vorübergehende Freilassung wurde auf 35.000 US-Dollar gesetzt. Nach einer strafprozessualen Absprache wurde er zu zwei Jahren auf Bewährung verurteilt.
Dennis Farina starb am 22. Juli 2013 im Alter von 69 Jahren in Scottsdale, Arizona an einer Lungenembolie. Er ist auf dem Mount Carmel Cemetery in Hillside, Illinois, beigesetzt.

## Filmografie (Auswahl)
- 1981: Der Einzelgänger (Thief)
- 1984–1989: Miami Vice (Fernsehserie, drei Folgen)
- 1985: Hunter (Fernsehserie, Folge 1x12+13: Die Kokain-Königin (1+2))
- 1985: Cusack – Der Schweigsame (Code of Silence)
- 1986: Blutmond (Manhunter)
- 1986: Jo Jo Dancer – Dein Leben ruft (Jo Jo Dancer, Your Life Is Calling)
- 1986–1988: Crime Story (Fernsehserie, 43 Folgen)
- 1988: Midnight Run – Fünf Tage bis Mitternacht (Midnight Run)
- 1989: Die Würger von Hillside (Angelo Buono)
- 1990: Leute wie wir (People Like Us)
- 1991: Mann mit Ehre – Du achtest nur, was du fürchtest (Men of Respect)
- 1992: Heiße Scheine (We’re Talking Serious Money)
- 1992: Das Gift des Zweifels (Cruel Doubt)
- 1992: Street Impact (Street Crimes)
- 1993: Die Abservierer (Another Stakeout)
- 1993: Tödliche Nähe (Striking Distance)
- 1994: Den Killer im Nacken (One Woman’s Courage)
- 1994: Little Big Boss (Little Big League)
- 1995: Schnappt Shorty (Get Shorty)
- 1996: Eddie
- 1997: Noch einmal mit Gefühl (That Old Feeling)
- 1998: Out of Sight
- 1998: Der Soldat James Ryan (Saving Private Ryan)
- 1999: Mod Squad – Cops auf Zeit (The Mod Squad)
- 2000: Snatch – Schweine und Diamanten (Snatch)
- 2000: Wild Christmas (Reindeer Games)
- 2001: Seitensprünge in New York (Sidewalks of New York)
- 2002: Jede Menge Ärger (Big Trouble)
- 2002: Schwere Jungs (Stealing Harvard)
- 2002–2003: Meine Frau, ihr Vater und ich (In-Laws, Fernsehserie, 15 Folgen)
- 2004: Paparazzi
- 2004–2006: Law & Order (Fernsehserie, 46 Folgen)
- 2005: Law & Order: Trial by Jury (Fernsehserie, Folge 1x08)
- 2005: Empire Falls – Schicksal einer Stadt (Empire Falls)
- 2007: The Grand
- 2007: You Kill Me
- 2008: Bottle Shock
- 2008: Love Vegas (What Happens in Vegas)
- 2010: Knucklehead – Ein bärenstarker Tollpatsch (Knucklehead)
- 2011: The Last Rites of Joe May
- 2011–2012: Luck (Fernsehserie, neun Folgen)
- 2013: New Girl (Fernsehserie, zwei Folgen)
- 2014: Authors Anonymous
- 2014: Lucky Stiff